# 칠레 국립도서관
칠레 국립도서관(스페인어: Biblioteca Nacional de Chile)은 칠레의 국립도서관이다. 칠레 산티아고의 아베니다 리베르타도르 헤네랄 베르나르도 오이긴스에 위치하며, 1925년에 완공된 건물에 자리 잡고 있지만, 그 역사는 현재 위치로 이전되기 전인 19세기 초까지 거슬러 올라간다.

## 역사

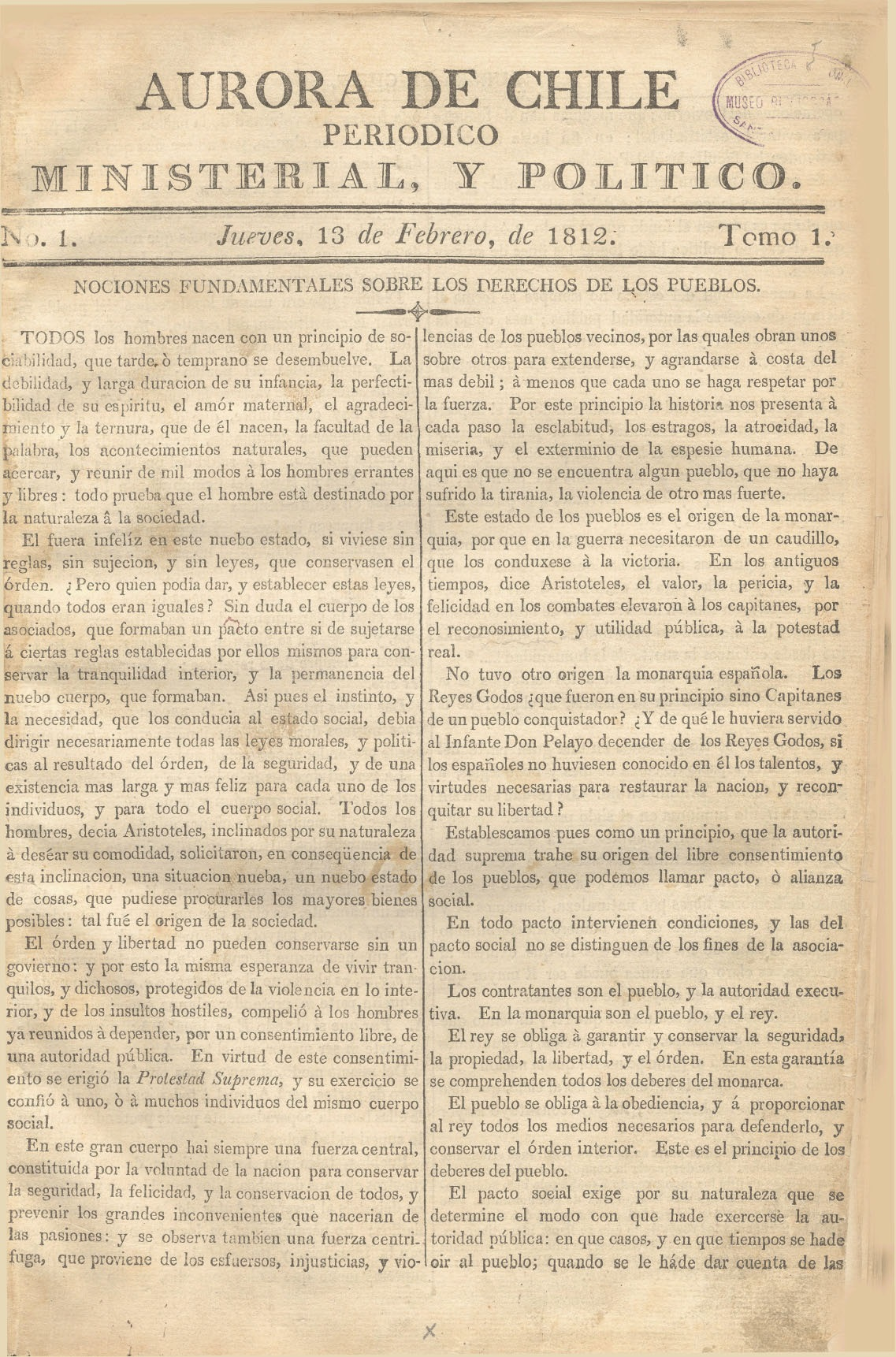
칠레 최초의 신문인 아우로라 데 칠레는 국립도서관에 보관되어 있다.

국립도서관은 국립 학술원 및 소수의 기관들과 함께 파트리아 비에하 시기에 새롭게 형성된 칠레 공화국이 설립한 최초의 기관 중 하나이다. 엘 모니토르 아라우카노 신문에 1813년 8월 19일 국립도서관의 '설립 선언'이 발표되었다. 이 비전을 통해 모든 시민들에게 거대한 공공 도서관 건설을 위해 책을 기증해달라는 요청이 있었다. 다른 공화국 기관들과 마찬가지로, 도서관은 국군이 레알리스타스 군대에 패배한 랑카과 전투 이후 폐쇄되었다. 승리한 차카부코 전투 이후 재개장하고 정부의 지원을 받아 중요한 소장품을 받기 시작했다. 칠레 최고 지도자인 베르나르도 오이긴스는 마누엘 데 살라스 교수를 국립도서관의 초대 관장으로 임명했다. 1822년 카밀로 엔리케스 수사(아우로라 데 칠레 신문 발행인)가 두 번째 수석 사서로 임명되었다.
설립 이후 도서관은 산 펠리페 대학교와 그 후신인 칠레 대학교의 부속 기관으로 운영되다가 1852년 자율권을 얻었다. 1913년 100주년을 맞아 국립도서관은 현재의 산타 루시아 언덕에 있는 알라메다 데 라스 델리시아스에 위치한 모나스테리오 데 산타 클라라를 인수했다. 1929년 설립 당시 도서관은 도서관, 기록 보관소, 박물관국의 부속 기관이 되었다.

## 위치

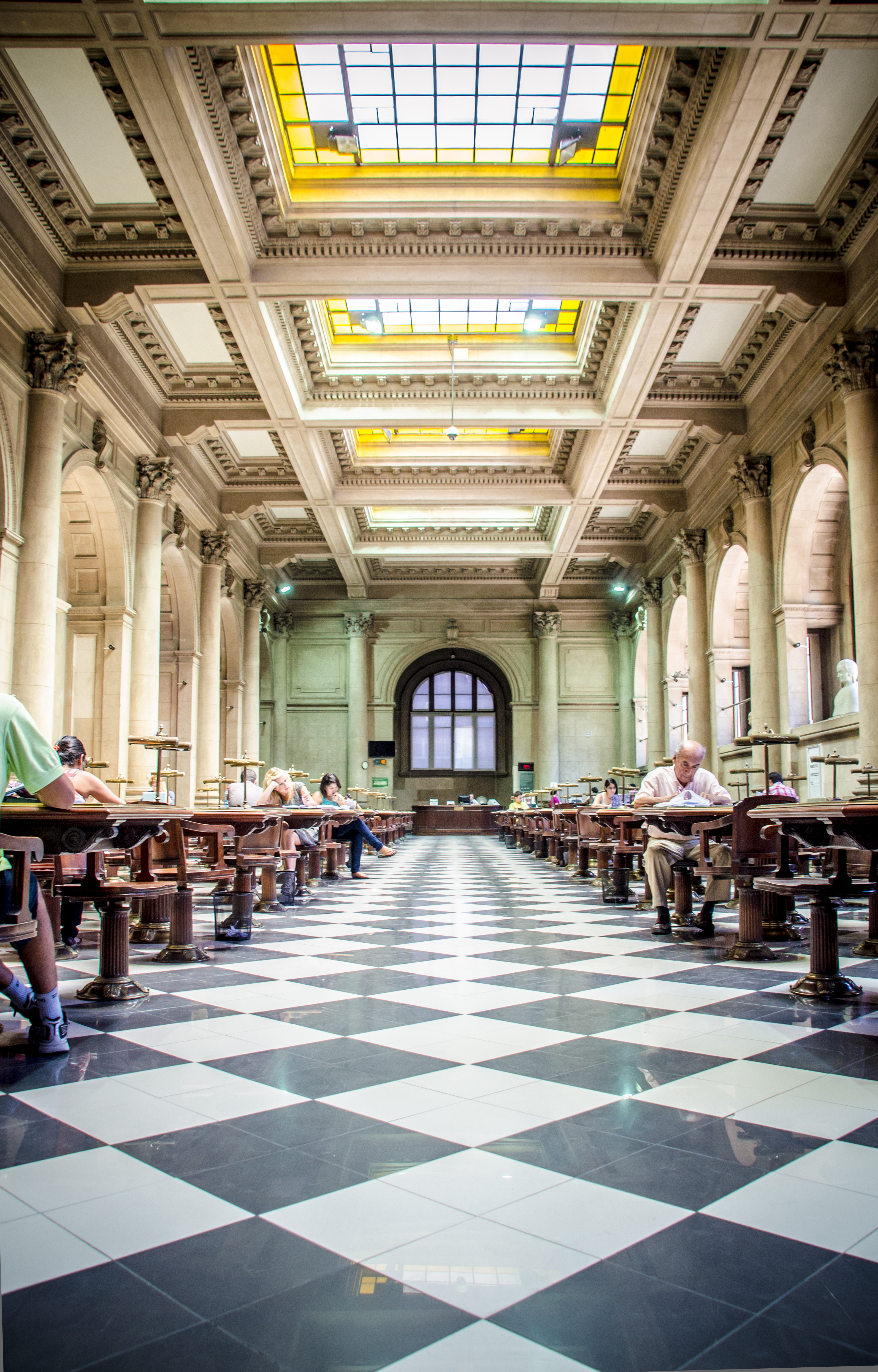
칠레 국립도서관의 칠레 홀룸 (Sección Chilena)

1925년 이래로 국립도서관은 칠레 산티아고의 중심부에 위치하고 있다. 이전에는 현재 산티아고 시립극장이 있는 광장에 위치했었다.
현 건물 건설은 1913년에 시작되었다. 이는 칠레 독립 100주년을 기념하는 공공 사업 중 하나로 의뢰되었다. 건물은 기둥과 아치가 있는 인상적인 외관을 자랑하며, 매우 뚜렷한 프랑스 신고전주의 건축의 영향을 받았다. 도서관은 칠레 국립 문서 보관소와 건물을 공유한다. 건물에 인접해 산타 루시아 지하철역 (산티아고)이 있으며, 동쪽에는 산타 루시아 언덕이 있다.
두 개의 주요 층과 지하층에 걸쳐 펼쳐진 내부는 대리석 계단, 조각품 및 알프레도 헬스비와 아르투로 고든과 같은 국내 유명 예술가들의 그림으로 장식되어 있다.

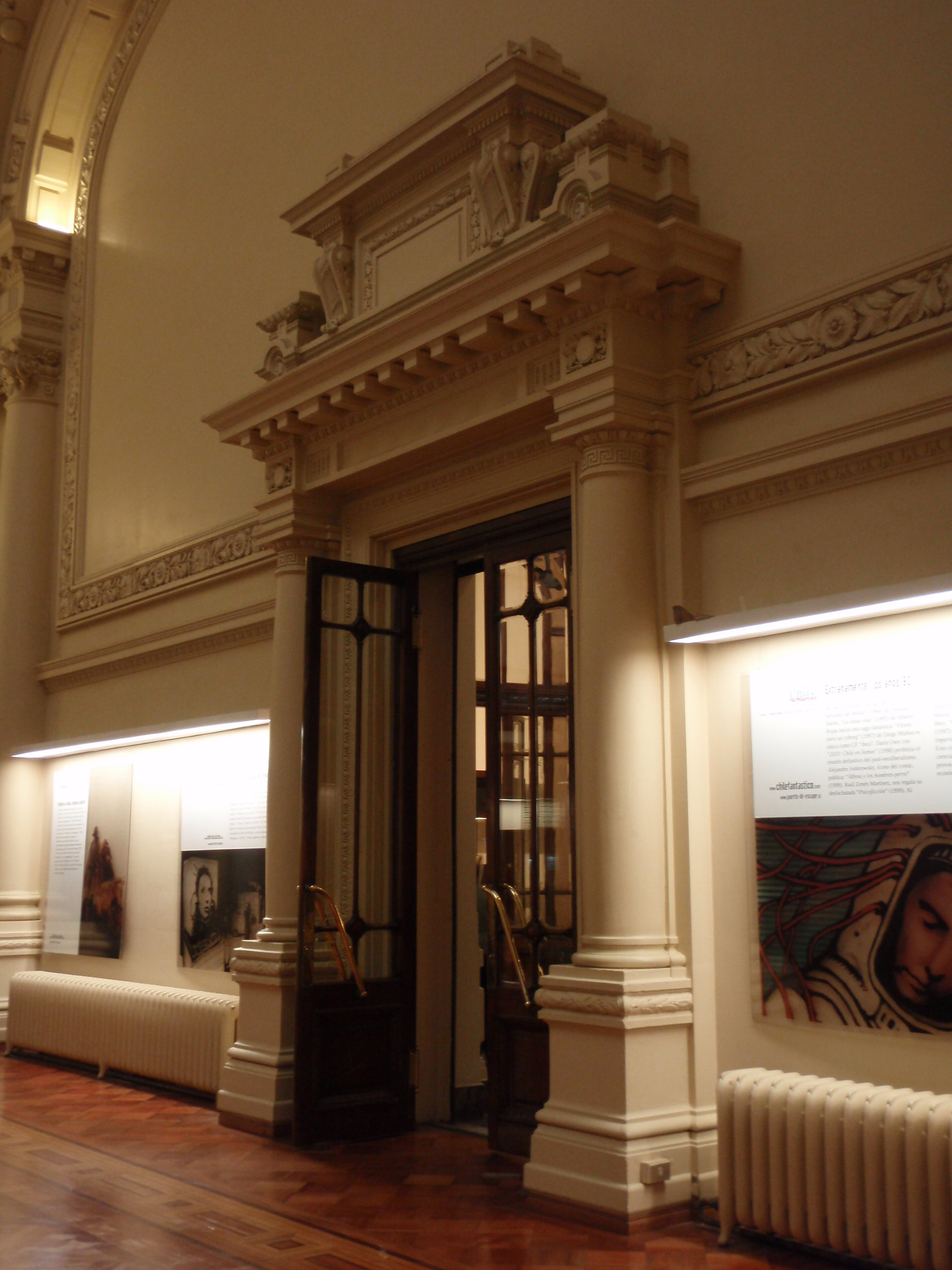
칠레 국립도서관, 컴퓨터실, 문 디테일

## 소장품
국립도서관은 방대하고 귀중한 장서와 필사본을 소장하고 있다. 이 중 상당수는 소유자로부터 인수하거나 기증받은 것으로, 중요한 국가 역사적 보물이다. 가장 중요한 소장품은 다음과 같다.
| 이름                                  | 연도 |
| ------------------------------------- | ---- |
| 마리아노 에가냐                       | 1846 |
| 벤하민 비쿠냐 마케나                  | 1861 |
| 안드레스 베요                         | 1865 |
| 클로드 가이                           | 1873 |
| 호세 이그나시오 에이사기레 포르탈레스 | 1878 |
| 디에고 포르탈레스                     | 1878 |
| 아니발 핀토                           | 1885 |
| 디에고 바르스 아라나                  | 1920 |
| 호세 토리비오 메디나                  | 1925 |
| 엔리케 마타 비알                      | 1940 |
| 라울 실바 카스트로                    | 1970 |
| 기예르모 펠리우 크루스                | 1974 |
| 안토니오 도디스                       | 1974 |

## 같이 보기
- 칠레 국립 미술관

## 추가 문헌
- David H. Stam, 편집. (2001). 《International Dictionary of Library Histories》. Fitzroy Dearborn. ISBN 1579582443.